# Daphniola hadei
Daphniola hadei is een slakkensoort uit de familie van de Hydrobiidae. De wetenschappelijke naam van de soort is voor het eerst geldig gepubliceerd in 1982 door Gittenberger.